# XVe dynastie égyptienne

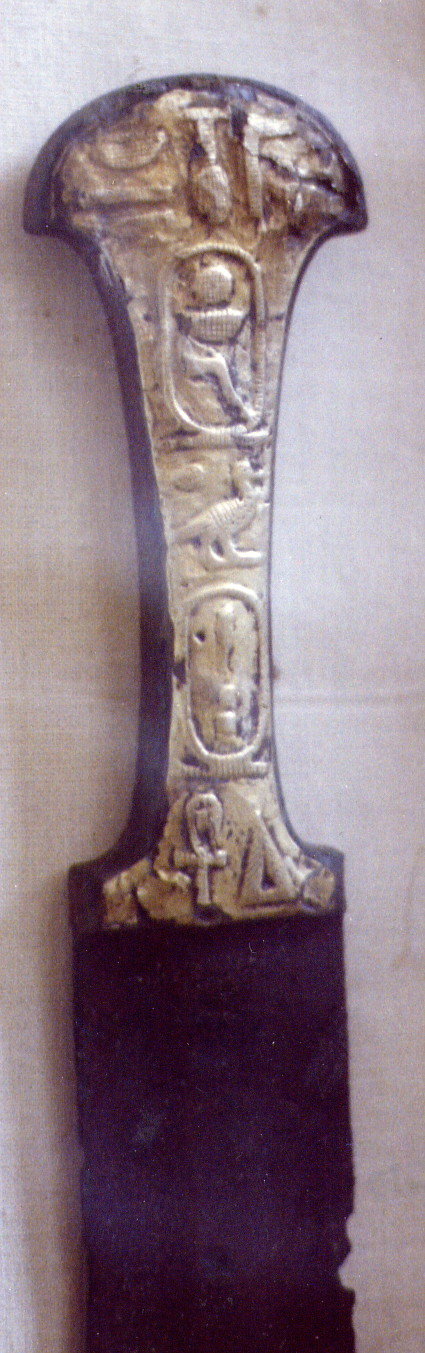
Dague au nom d'Apophis

La XVe dynastie de l'Égypte antique est, durant la Deuxième Période intermédiaire (division de l'Égypte et invasions étrangères), la première dirigée par les Hyksôs, qui contrôlent alors le nord du pays. 
Selon Manéthon, cette dynastie serait composée de six rois. 
Reportée sur la colonne neuf du papyrus de Turin, elle couvre une période mal définie, qui va de 1663 à 1550 av. J.-C., ou de 1650 à 1530 av. J.-C., ou de 1624 à 1514 av. J.-C., selon les historiens.
Maîtres du nord-est de la Basse-Égypte (leur capitale est Avaris), où ils règnent selon les codes traditionnels des pharaons, les rois de la XVe dynastie ont de nombreux vassaux, soit hyksôs (dans l'ouest du delta du Nil), soit égyptiens (au sud du delta) : ces vassaux sont traditionnellement regroupés dans la liste des rois de la XVIe dynastie. Des vassaux plus importants, contrôlant la Haute-Egypte (XVIIe dynastie) finissent par entrer en conflit avec les Hyksôs et par les vaincre, mettant fin à la XVe dynastie et rétablissant l'unité du pays.

## Histoire de laXVedynastie (rois Hyksôs)

### Avènement des Hyksôs
L'afflux continu de main-d’œuvre asiatique, particulièrement sous Amenemhat III (XIIe dynastie (Moyen Empire), bouleverse les équilibres démographiques dans le nord du pays. Des étrangers, les Hyksôs (en égyptien heqa khâsout, c'est-à-dire « chefs des pays étrangers »), population d'origine asiatique implantée dans le delta du Nil depuis plusieurs générations, mettent à profit l'arrivée de nouveaux migrants en provenance du Proche-Orient, pour s'emparer progressivement du nord de l'Égypte (Basse-Égypte). Au contact de la civilisation égyptienne, beaucoup plus avancé que la leur, les chefs Hyksôs adoptent le protocole et les titres de la cour des pharaons.

### Gouvernement des Hyksôs autour d'Avaris
Dans le gouvernement de l’Égypte, ils conservent l’organisation administrative existante, utilisant un personnel de fonctionnaires égyptiens (scribes). Ces derniers, bien que soumis à un roi étranger, gardent tout de même intact leur orgueil national et leur profond attachement aux dieux traditionnels (Rê, Horus, Osiris, etc.).
La domination des Hyksôs s’exerce de diverses manières. Les rois de la XVe dynastie ont un contrôle absolu, depuis leur capitale Avaris, sur l’est du delta du Nil, mais ils laissent le reste du delta à des chefferies asiatiques vassales. 

### Royaumes vassaux
Ils installent des petits royaumes confiés à des Égyptiens en Moyenne-Égypte. C'est l'ensemble de tous ces vassaux qui forment ce qui est appelée la XVIe dynastie.
Enfin ils imposent leur autorité aux rois de la XVIIe dynastie qui contrôlent plus ou moins la Haute-Égypte (les huit premiers nomes situés entre Éléphantine et Abydos) en leur installant des garnisons aux endroits stratégiques. Les Hyksôs vont même accentuer leur domination en passant alliance avec des potentats nubiens pour affaiblir les Thébains et unifier le pays à leur profit.
Tous ces territoires sont assujettis à des impôts collectés par des « Directeurs du trésor » portant un titre égyptien. 

### Révolte des rois de Haute-Égypte et chute des Hyksôs
Cependant, du fait de son origine indigène, la XVIIe dynastie va se mettre à la tête d’une lutte contre cette domination étrangère. Ses rois, notamment à partir de Seqenenrê Tâa, affrontent les Hyksôs et vont réussir à libérer le pays, qui entre alors dans la période du Nouvel Empire.

## Liste hypothétique des souverains de laXVedynastie(selon de Kim Ryholt)
Du fait de la difficile association des noms donnés par les auteurs grecs avec les noms contemporains des rois de cette dynastie, les rois donnés dans les deux colonnes de gauche sont ceux de la chronologie de Kim Ryholt. L'ordre des rois est incertain. 
La chronologie de Ryholt n'est qu'un exemple, elle a été choisie car elle est l'une des plus récentes en ce qui concerne cette dynastie.
| Nom de Nesout-bity | Nom de Sa-Rê | Nom et durée du règne selon Flavius Josèphe | Nom et durée du règne selon Flavius Josèphe | Nom et durée du règne selon Sextus Julius Africanus | Nom et durée du règne selon Sextus Julius Africanus | Nom et durée du règne selon Eusèbe de Césarée | Nom et durée du règne selon Eusèbe de Césarée |
| ------------------ | ------------ | ------------------------------------------- | ------------------------------------------- | --------------------------------------------------- | --------------------------------------------------- | --------------------------------------------- | --------------------------------------------- |
| -                  | Semqen       | Salitis                                     | 19 ans                                      | Saites                                              | 19 ans                                              | Silites                                       | 19 ans                                        |
| -                  | Âper-Ânti    | Bnon                                        | 44 ans                                      | Bnon                                                | 44 ans                                              | Baion                                         | 44 ans                                        |
| -                  | Sakir-Har    | Apacnan                                     | 37 ans                                      | Pacnan                                              | 61 ans                                              | Apacnas                                       | 36 ans                                        |
| Séouserenrê        | Khyan        | Iannas                                      | 50 ans                                      | Staan                                               | 50 ans                                              | Sethos                                        | 50 ans                                        |
| Âaqenrê            | Apopi        | Apofis                                      | 61 ans                                      | Afofis                                              | 61 ans                                              | Aiofis                                        | 61 ans                                        |
| Hotepibrê          | Khamoudy     | Assis                                       | 49 ans                                      | Arcles                                              | 49 ans                                              |                                               |                                               |